# Садовець (Лодзинське воєводство)
Садовець (пол. Sadowiec) — село в Польщі, у гміні Дзялошин Паєнчанського повіту Лодзинського воєводства.
Населення — 414 осіб (2011).
У 1975-1998 роках село належало до Серадзького воєводства.

## Демографія
Демографічна структура станом на 31 березня 2011 року:
|          | Загалом | Допрацездатний вік | Працездатний вік | Постпрацездатний вік |
| -------- | ------- | ------------------ | ---------------- | -------------------- |
| Чоловіки | 217     | 54                 | 138              | 25                   |
| Жінки    | 197     | 41                 | 108              | 48                   |
| Разом    | 414     | 95                 | 246              | 73                   |